# Gundlachtaube
Die Gundlachtaube (Geotrygon caniceps), manchmal auch als Graukopf-Erdtaube bezeichnet ist eine Art der Taubenvögel. Sie kommt ausschließlich im karibischen Raum vor. Von der IUCN wird die Art als gefährdet (vulnerable) eingestuft. Der Bestand wird auf 2.500 bis 10.000 Individuen geschätzt und ist stark rückläufig.
Im deutschen Sprachgebrauch trägt die Graukopftaube eine sehr ähnliche Bezeichnung. Diese Art gehört jedoch zu den Schallschwingentauben.

## Erscheinungsbild
Die Gundlachtaube erreicht eine Körperlänge von 27 Zentimetern. Sie ist damit etwas größer als eine Lachtaube. Der Geschlechtsdimorphismus ist nur gering ausgeprägt. Die Weibchen sind etwas matter als die Männchen gefärbt. 
Die Stirn ist hellgrau. Der Kopf und die Kehle sind grau. Der Mantel, der Rücken sowie die Brustseiten sind purpurfarben. Auf dem unteren Rücken sowie den Oberschwanzdecken geht die Gefiederfärbung in ein bläuliches Violett über. Brust, Flügeldecken und der Schwanz sind dunkelgrau. Die Unterschwanzdecken sowie das Bauchgefieder sind rotbraun. Der Schnabel ist an der Basis dunkelrot und hellt zur Spitze hin hornfarben auf. Die Iris ist rot.

## Verbreitungsgebiet und Lebensraum

Verbreitungsgebiet (grün) der Gundlachtaube

Die Gundlachtaube kommt ausschließlich auf Hispaniola und Kuba vor. Sie ist in ihrem gesamten Verbreitungsgebiet eine sehr seltene Art. Auf Kuba kommt sie vor allem im Westen und im Zentrum der Insel vor. Sie ist am häufigsten auf der Sierra del Rosario und der Zapata-Halbinsel. Teile der Zapata-Halbinsel gehören zur Ciénaga de Zapata und stehen unter Naturschutz, so dass die Taube hier noch Überlebensmöglichkeiten hat. Auf Hispaniola kommt sie vermutlich nur noch in der Dominikanischen Republik vor. Auf dem Inselteil, der zu Haiti gehört, fehlt sie vermutlich vollständig, da hier eine sehr umfangreiche Habitatzerstörung stattfand. Eine solche Habitatzerstörung findet aber auch auf Kuba statt, wo Lebensräume dieser Art in Kakao-, Kaffee- und Tabakplantagen umgewandelt werden. Im gesamten Verbreitungsgebiet tragen auch Jagd und eingeführte Beutegreifer zum Bestandsrückgang bei. Auf Kuba ist die Jagd auf diese Art besonders weit verbreitet. Sie wird hier nicht geschossen, sondern mit Fallen gefangen.
Die Gundlachtaube besiedelt feuchte tropische und subtropische Bergwälder bis in Höhen von 1.500 Metern. Die Art benötigt dichtes Unterholz, so dass sie auf Holzeinschlag sehr sensibel reagiert.

## Lebensweise
Die Gundlachtaube ist ein Standvogel, bei der bislang keine Wanderungen beobachtet wurden. Sie ist scheu und unauffällig. In ihrer Lebensweise ist sie stark an den Boden gebunden. Bei Bedrohung sucht sie eher laufend Schutz als dass sie auffliegt. Ihre Nahrung sucht sie im Waldesinneren auf dem Boden. Die Fortpflanzungszeit reicht von Januar bis August. Das Nest ist eine fragile Plattform aus Zweigen, die niedrig im Unterholz errichtet wird. Das Gelege besteht aus ein bis zwei Eiern. Die Brutzeit beträgt 13 Tage und die Jungvögel sind nach 12 bis 13 Tagen flügge.

## Haltung in menschlicher Obhut
Gundlachtauben wurden das erste Mal zu Beginn der 1920er Jahre nach Frankreich importiert und 1923 das erste Mal nachgezüchtet. In Frankreich besteht noch eine Erhaltungszucht dieser Art.

## Belege